# Salvatore Pappalardo
Pour les articles homonymes, voir Pappalardo.
Salvatore Pappalardo, né le 23 septembre 1918 à Villafranca Sicula et mort le 10 décembre 2006 à Palerme, est un prélat catholique italien, archevêque de Palerme pendant plus de 25 ans, de 1970 à 1996. Il fut le premier dignitaire ecclésiastique de Sicile à s'élever publiquement contre la Mafia et à briser l'omertà, la loi du silence. Le président Sandro Pertini lui accorda la distinction de chevalier grand-croix de l'ordre du Mérite de la République italienne.

## Biographie

### Formation
Né à Villafranca Sicula en Sicile, Salvatore Pappalardo était titulaire d'un doctorat en théologie sacrée et d'un doctorat in utroque jure, c'est-à-dire en droit civil et en droit canon. Il fut ordonné prêtre le 12 avril 1941 à Rome. 
Il étudie à l'Académie pontificale ecclésiastique. 
De 1947 à 1965, il travailla d'abord à la Secrétairerie d'État du Vatican, avant de devenir chambellan privé de Jean XXIII et enfin prélat domestique, c'est-à-dire secrétaire, de Paul VI. 

### Évêque
Devenu archevêque in partibus de Milet (de) le 7 décembre 1965, il occupa le poste de pro-nonce apostolique en Indonésie (en) de 1965 à 1969, avant de présider l'Académie pontificale ecclésiastique en 1969-1970. 
Il succéda au cardinal Francesco Carpino comme archevêque de Palerme, où il arrive le 17 octobre 1970 à bord d'une littorina en provenance de Termini Imerese. Il est accueilli par le maire Vito Ciancimino.

### Cardinal
Le pape Paul VI le créa cardinal avec le titre de cardinal-prêtre de Santa Maria Odigitria dei Siciliani lors du consistoire du 5 mars 1973.
Lors du conclave d'octobre 1978, après la mort de Jean-Paul Ier, plusieurs médias (dont Time Magazine) le considérèrent comme papable.
C'est à partir du début des années 1980 que le cardinal Pappalardo acquit une renommée internationale en protestant contre les agissements de la Mafia. Lors de son homélie pour l'enterrement du général Carlo Alberto Dalla Chiesa en 1982, assassiné en même temps que son épouse dans une rue de Palerme, le cardinal s'en prit au gouvernement italien, incapable d'assurer la sécurité publique en Sicile : « Pendant qu'à Rome on réfléchit à quoi faire, la ville de Sagonte est conquise par les ennemis [...] et cette fois ce n'est pas Sagonte, mais Palerme. Notre pauvre Palerme ! ». Il visait implicitement la Mafia, sans toutefois prononcer son nom. 
En tête des cortèges, des marches et des manifestations, Salvatore Pappalardo se fit de plus en plus explicite à mesure que l'organisation criminelle exécutait des policiers, des prêtres et des magistrats antimafia comme le juge Giovanni Falcone en 1992, tué près de Palerme, lui aussi avec sa femme. En 1993, après le meurtre du prêtre Giuseppe Puglisi qu'il avait fortement soutenu, le cardinal Pappalardo en appela à la population sicilienne et l'invita à se soulever contre la Mafia.

### Les dernières années
Il se démit de sa charge épiscopale le 4 avril 1996 et le cardinal Salvatore De Giorgi lui succéda à la tête de l'archevêché ; il vécut ensuite à Palerme dans la communauté de Baida. De là il continua à veiller comme archevêque émérite sur la ville de Palerme. 
Il mourut à Palerme, le 10 décembre 2006. Les funérailles eurent lieu dans la Basilique cathédrale de Palerme, présidées par le cardinal Angelo Sodano, délégué du pape Benoît XVI ; à la liturgie solennelle prit part, entre autres, Paolo Romeo, nonce apostolique en Italie (qui devait être son successeur sur le siège de Palerme neuf jours plus tard), tandis que le sermon était prononcé par l'archevêque de Palerme, Salvatore De Giorgi. Son corps fut enterré dans la cathédrale de Palerme, dans la chapelle de Santa Cristina, comme il l'avait demandé lui-même peu avant sa mort. Chaque jour, sa tombe est un but de pèlerinage pour de nombreux croyants, des amis, des jeunes. 
En 1971 le Grand Maitre de l'Ordre du Saint-Sépulcre, le cardinal Eugène Tisserant, l’avait décoré de la Grand-Croix et nommé Grand Prieur de la Lieutenance pour la l'Italie Sicile (Locumtenentia pro Italia Sicilia) du même ordre de chevalerie. 
Selon certaines rumeurs, le président Sandro Pertini aurait même demandé son avis au président du Sénat, Francesco Cossiga (professeur de droit constitutionnel) sur la possibilité de nommer Pappalardo Sénateur à vie de la République italienne. Ces consultations, cependant, furent interrompues par le véto du Secrétariat d'État du Vatican, à la suite de quoi Pertini opta pour qu’on lui concédât la plus haute distinction civile de la République italienne, c’est-à-dire la Grand-Croix OMRI pour ses mérites dans la lutte contre le crime organisé.

## Succession apostolique
Salvatore Pappalardo a ordonné les évêques suivants :
- Évêque Theodorus Hubertus Moors (nl), M.S.C. (1967)
- Archevêque Donatus Djagom, S.V.D. (1969)
- Archevêque Salvatore Cassisa (it) (1974)
- Évêque Alfredo Maria Garsia (it) (1974)
- Évêque Angelo Rizzo (it) (1974)
- Évêque Angelo Cella (it), M.S.C. (1975)
- Archevêque Giuseppe Costanzo (it) (1976)
- Archevêque Vittorio Luigi Mondello (it) (1978)
- Évêque Antonio Riboldi (it), I.C. (1978)
- Archevêque Carmelo Ferraro (it) (1978)
- Évêque Giuseppe Malandrino (it) (1980)
- Évêque Vincenzo Cirrincione (it) (1980)
- Archevêque Pio Vittorio Vigo (it) (1981)
- Évêque Domenico Amoroso (it), S.D.B. (1981)
- Évêque Rosario Mazzola (it) (1982)
- Évêque Francesco Sgalambro (it) (1986)
- Évêque Francesco Miccichè (it) (1989)
- Évêque Ignazio Zambito (it) (1989)
- Évêque Vincenzo Manzella (it) (1991)
- Archevêque Salvatore Gristina (it) (1992)